# Tashkent Challenger 1996
Il Tashkent Challenger 1996 è stato un torneo di tennis facente parte della categoria ATP Challenger Series nell'ambito dell'ATP Challenger Series 1996. Il torneo si è giocato a Tashkent in Uzbekistan dal 2 all'8 settembre 1996 su campi in terra rossa.

## Vincitori

### Singolare
Félix Mantilla ha battuto in finale  Lars Rehmann con il punteggio di 6–2, 6–2

### Doppio
Marcelo Charpentier /  Albert Portas hanno battuto in finale  Andrej Čerkasov /  Laurence Tieleman con il punteggio di 6–1, 6–2